# OFC Professional League
Die OFC Professional League ist ein Fußball-Vereinswettbewerb in Ozeanien, der von der Oceania Football Confederation (OFC) organisiert und dessen Erstaustragung für 2026 geplant ist.
Der Sieger qualifiziert sich für den jährlich stattfindenden FIFA-Interkontinental-Pokal und die FIFA-Klub-Weltmeisterschaft. Die OFC Champions League, deren Sieger bis 2025 den Startplatz verteilte wird somit als wichtigstes Turnier abgelöst.

## Geschichte
2019 gründete die Oceania Football Confederation eine Task Force, um die Möglichkeit einer professionellen Liga in Ozeanien zu prüfen. Ursprünglich war ein Start im Jahr 2021 geplant.
Am 19. November 2022 beschloss das Exekutivkomitee der OFC in Doha, Katar, die Einführung der Liga und peilte zunächst einen Start im Jahr 2025 an. Dieser wurde später auf 2026 verschoben, um den Vereinen mehr Zeit für die Professionalisierung zu geben.
Am 29. Januar 2025 fand ein Treffen im OFC-Hauptquartier in Auckland, Neuseeland statt, bei dem mit neuseeländischen Vereinen über eine Teilnahme diskutiert wurde.
Zudem öffnete die OFC die Möglichkeit zur Interessenbekundung für weitere Vereine aus der Region für die erste Saison. Auch australische Klubs wurden eingeladen, an der Liga teilzunehmen. Im Februar 2025 wurde bestätigt, dass Vereine neun Verbänden Interesse an einer Teilnahme bekundet haben. Aus 24 Vereinen mit Interesse kamen später 13 auf eine Shortlist. Die endgültigen acht Teams werden im September bekannt gegeben.

## Format
Acht Vereine spielen ein doppelte Rundenturnier, so dass jede Mannschaft 14 Spiele austrägt. Danach gibt es zwei Gruppen. Die Top 4 spielen drei Halbfinalplätze aus. Die unteren vier Teams spielen eine Mannschaft aus, die gegen die Viertplatzierte Mannschaft und die letzten Halbfinalplatz spielt. Dann beginnt die K.O.-Phase.
Der Sieger erhält den Startplatz der OFC im FIFA-Interkontinental-Pokal und der FIFA-Klub-Weltmeisterschaft 2029.